# 丝茅
丝茅（学名：Imperata koenigii）为禾本科白茅属下的一个种。被國際自然保護聯盟物種存續委員會的入侵物種專家小組（ISSG）列入世界百大外來入侵種。现在学名已修订，接受名为Imperata cylindrica var. major。